# Tête inachevée de Néfertiti (Le Caire)
Ne doit pas être confondu avec Tête inachevée de Néfertiti (Berlin).
La Tête inachevée de Néfertiti, en quartzite brun, d'une hauteur de 35,5 cm, fut découverte en 1932 et est conservée au Musée égyptien du Caire depuis lors. Œuvre typique de l'art amarnien, ce portrait de la reine Néfertiti appartient à la XVIIIe dynastie et date du milieu du XIVe siècle av. J.-C.

## Découverte
C'est en 1930 que John Pendlebury commence une campagne de fouilles pour l'Egypt Exploration Society sur le site d'Amarna. Pendant la saison de 1932, les archéologues travaillent à dégager le temple du Grand Aton et le domaine royal du sud-est. Ils sont rejoints par Sir Hilary Waddington, du Département des antiquités de Palestine, accompagné de son épouse. Pendlebury relate qu'en se promenant dans cette zone que Mme Waddington a renversé  accidentellement une brique et découvert une partie d'une tête de plâtre, ce qui a incité les égyptologues à concentrer leurs recherches sur cet endroit.
Les archéologues y découvrent d'autres objets travaillés et comprennent qu'ils sont tombés sur l'atelier d'un sculpteur, peut-être celui de Thoutmôsis. Pendlebury est frappé par « la tête grandeur nature en quartzite… Celle-ci n'est pas finie, les marques d'encre sont toujours là pour guider les lignes et une partie du côté gauche du visage est encore rugueuse ». Il relève d'autres particularités : « À la base du cou se trouve un goujon destiné à être monté sur un corps d'un matériau différent. La coiffe était évidemment destinée à couvrir les oreilles, car il n'y a plus de place pour les sculpter. »
Identifiée à Néfertiti, grâce notamment au buste du musée de Berlin découvert en 1912, l'œuvre est enregistrée au Catalogue général du musée du Caire sous la référence CG 59286.

## Description
La tête s'incline légèrement vers l'avant puis se redresse vers l'arrière, ce qui suggère qu'un poids supplémentaire, probablement une couronne, devait y être posé pour équilibrer l'ensemble. Au sommet, on note la trace d'un tenon destiné à fixer la couronne. Une ligne peinte sur le front marque l'emplacement d'un bandeau à ajouter.
Une ligne verticale, qui descend le long du visage depuis le front, sépare le visage en deux parties symétriques. D'autres traits, au-dessus des lèvres, servent de points de repère pour guider l'achèvement de la sculpture.
Il existe une autre Tête inachevée de Néfertiti au Musée égyptien de Berlin.

## Galerie

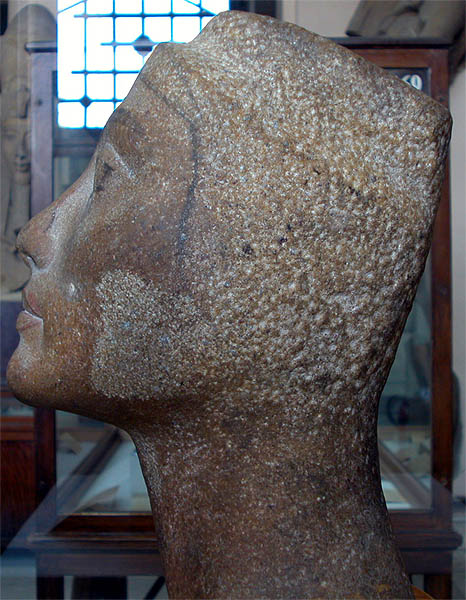
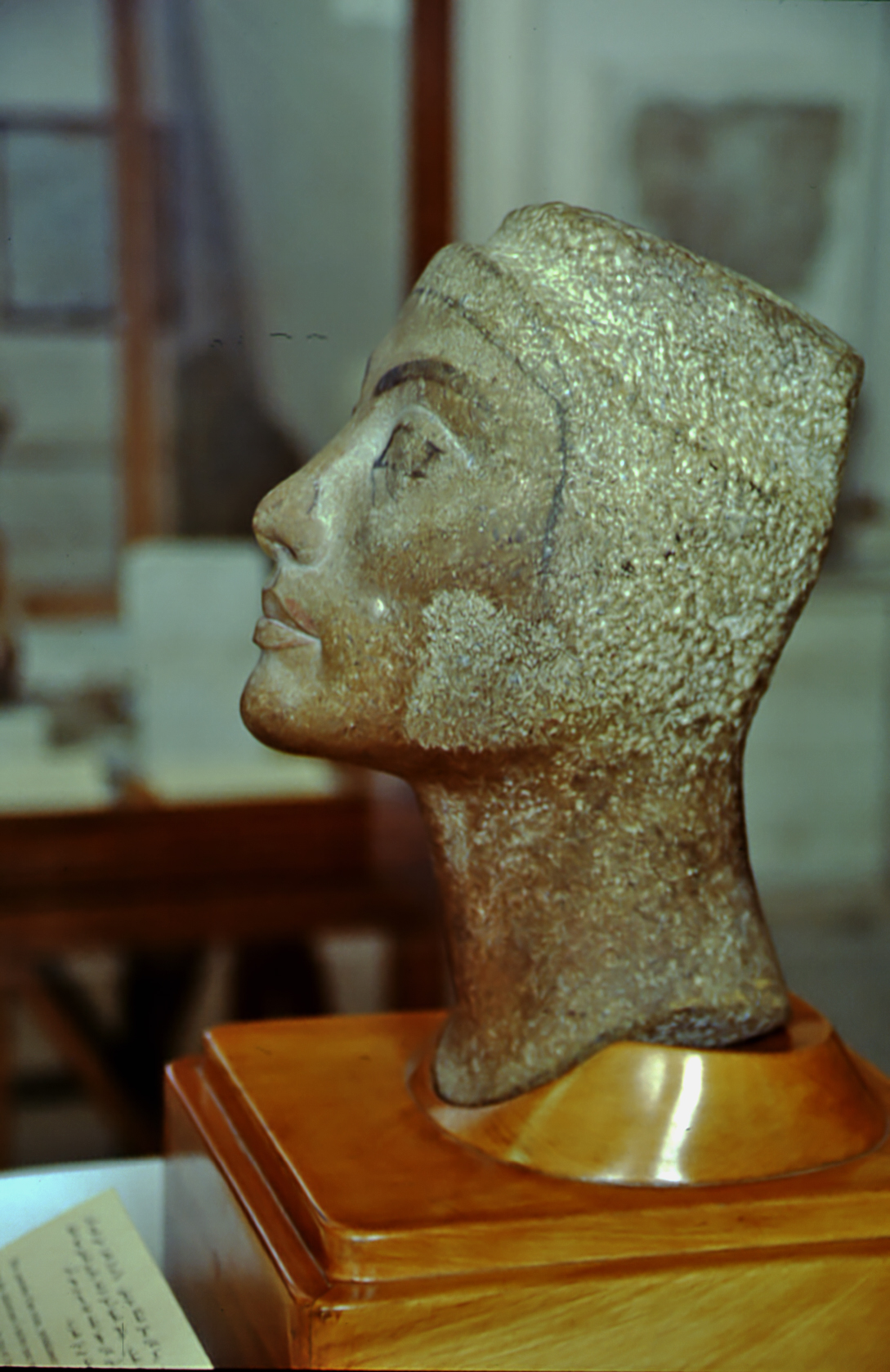
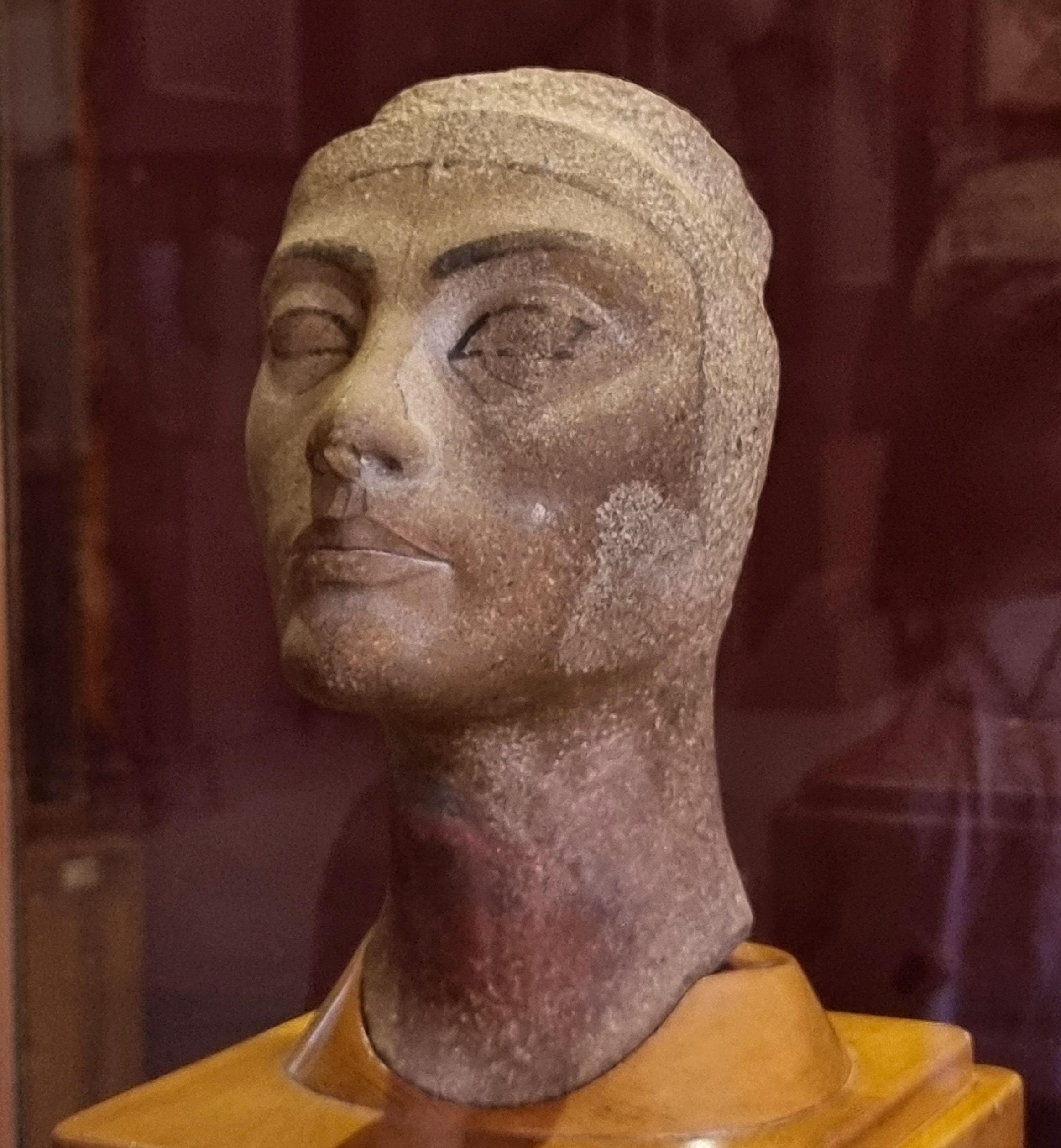
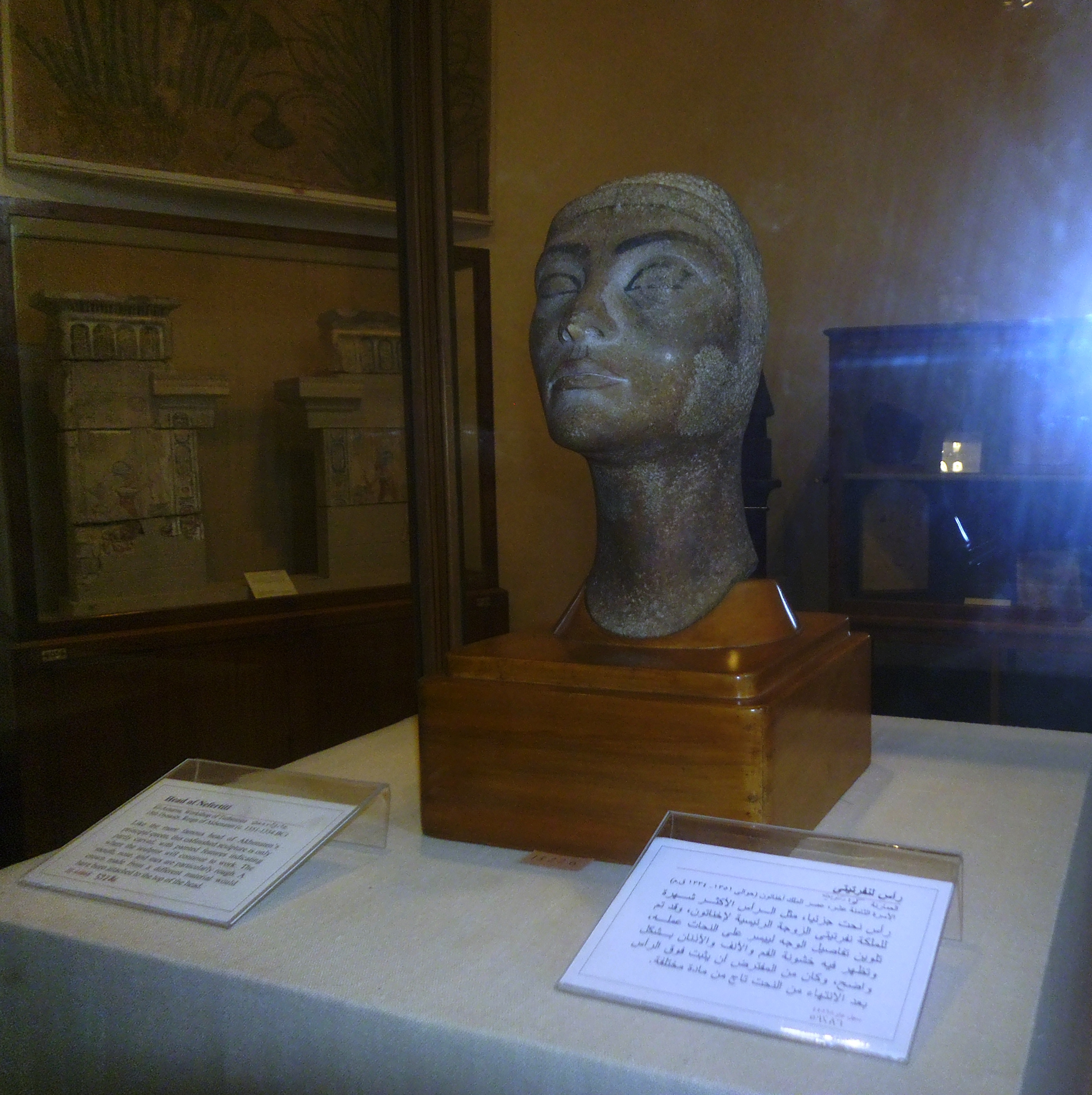
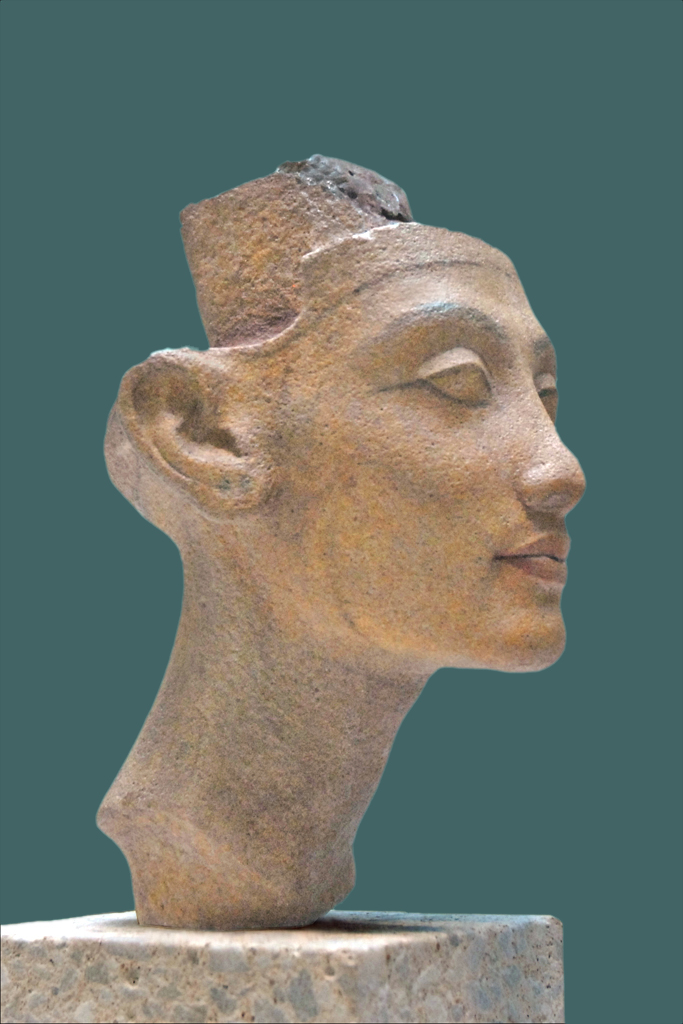
La Tête inachevée de Néfertiti (Berlin)